# Promontorium
Promontorium (plurale: promontoria) è un termine latino che significa "promontorio", ed è di utilizzo comune in esogeologia per indicare aree della superficie lunare più chiare delle regioni circostanti (solitamente un mare o un oceano), e che pertanto ricordano, viste dalla Terra, la forma di un promontorio. Si tratta in verità semplicemente di aree più ricche di regolite, materiale particolarmente riflettente la cui origine è comunemente considerata una conseguenza dell'impatto di innumerevoli micrometeoriti nel corso di centinaia di milioni di anni di storia lunare.